# Бой при Эль-Брамадеро
Бой при Эль-Брамадеро (англ. Battle of El Bramadero) — один из боёв в ходе национально-освободительной войны в Никарагуа, произошедший 27–28 февраля 1928 года. 
27 февраля отряд из 36 морских пехотинцев, двадцати никарагуанских "мулерос", во главе с первым лейтенантом Эдвардом Ф. О'Дэем, шедший по тропе Яли — Кондега, попал в засаду. Засаду устроили повстанцы под командованием Мигеля Анхеля Ортеза.
Повстанцы открыли огонь по правому флангу конвоя около 13:30, в то время как другие повстанцы сумели перекрыть «путь к передней и задней части конвоя» По американским оценкам, повстанцы имели не менее 600 бойцов, которые были усилены «минимум» четырьмя пулеметами и имели «большое количество» динамитных бомб. Морские пехотинцы отступили к хребту слева от тропы, потеряв трех бойцов.  Затем перестрелка продолжалась весь день. К 20:30 стрельба со стороны повстанцев прекратилась, и они начали начали отступать, хотя около 200 из них остались, чтобы продолжать оказывать давление на морских пехотинцев. Некоторые повстанцы говорили на «ломаном английском» и дразнили американцев оскорблениями во время затишья.
На рассвете следующего дня, на поле боя прибыл отряд из 88 морских пехотинцев под командованием капитана Уильяма К. МакНалти. Они совместной атакой с солдатами О'Дэя отбросили оставшихся повстанцев. В целом, морские пехотинцы потеряли троих убитыми, двое умерли от ран. Восемь человек получили несмертельные ранения (кроме того, четверо «мулерос» были ранены). Повстанцы, по оценкам МакНалти потеряли составили около 10 человек убитыми и 30 ранеными.
Значительная часть повстанцев была набрана из жителей ближайших населенных пунктов, и после сражения многие из повстанцев просто разошлись по домам и вернулись к мирной жизни.